# BM Ciudad Encantada
BM Ciudad Encantada er en håndboldklub, der kommer fra Cuenca, Castilien-La Mancha, i Spanien. Holdet spiller pt. i Liga ASOBAL, den øverste håndbolddivision i spansk herrehåndbold.

## Historie
Balonmano Ciudad Encantada startede i 1989 under navnet Madrid-Cuenca. I 1990 fik holdet et nyt navn, nemlig Sociedad Conquense, som det beholdt indtil 1994, hvor klubben skiftede navn for tredje gang. Denne gang til Balonmano Conquense. Klubben fik sit nuværende navn i 1997. Holdet skiftede navn til Cuenca 2016, da byen deltog i konkurrencen om kulturhovedstad i Europa 2016. De har dog her for nylig i 2011 skiftet tilbage til BM Ciudad Encantada.

## Halinformation
- Navn: – El Sargal
- By: – Cuenca
- Kapacitet: – 1.900 tilskuere
- Adresse: – c/ el sargal s/n